# Anna Sten
Anna Petrovna Fesak (Kiev, 3 de diciembre de 1908-Nueva York, 12 de noviembre de 1993), más conocida como Anna Sten (en ucraniano: Анна Стен) fue una actriz estadounidense de origen ucraniano. Comenzó su carrera en obras de teatro y películas en la Unión Soviética y posteriormente viajó a Alemania, donde protagonizó varias películas. El productor de cine Samuel Goldwyn quedó impresionado por sus actuaciones y la llevó a los Estados Unidos con la idea de crear una nueva personalidad en la pantalla que rivalizara con Greta Garbo. Tras algunas películas sin éxito, Goldwyn la liberó de su contrato. Continuó actuando ocasionalmente hasta su última aparición en una película en 1962.

## Biografía
Anna Petrovna Fesak nació el 3 de diciembre de 1908 en Kiev, por entonces parte del Imperio ruso. En formularios de solicitud de acceso a la universidad constan dos fechas de nacimiento contradictorias: 1910 y 1906; a su llegada a los Estados Unidos su madre, Alexandra, declaró como fecha de nacimiento de Anna como el 29 de octubre de 1906, aunque algunas de estas discrepancias pueden deberse al cambio del calendario juliano (utilizado en el Imperio ruso hasta 1918) al calendario gregoriano. Según su biografía oficial, su padre nació en el seno de una familia cosaca y trabajó como artista y productor de teatro. Su madre era sueca de nacimiento y trabajó como bailarina. A mediados de los años 1920 se casó en Kiev con el actor de teatro y de variedades Boris Sten (nacido Bernstein), del que tomó su nombre artístico. En 1927 se casó con el director ruso Fedor Ozep. También estuvo casada con el productor de cine Eugene Frenke, que prosperó en Hollywood después de acompañar a su esposa hasta allí en 1932. Tuvo una hija, Anya Sten, que estudió en la escuela Monticello de Los Ángeles a principios de los años 1930.
En la mayoría de las fuentes externas sus nombres de soltera son Stenska y Sudakevich, o una combinación de ambos —como Anel (Anyushka) Stenska-Sudakevich o Annel (Anjuschka) Stenskaja Sudakewitsch—, por lo que en ocasiones se ha identificado erróneamente con la actriz rusa Anel Sudakevich, que protagonizó diversos filmes del cine soviético en la misma época y con algunos de los mismos directores que Anna Sten.
Estudió en la Academia de Cine de Moscú y en el Moscow Art Theater, trabajó como reportera y simultáneamente actuó en el Teatro Maly de Kiev. Aunque Sten nunca trabajó con el gran director Eisenstein, se sabe que fue una de las actrices del teatro Proletkult de Moscú del que el director soviético fue cofundador.
Falleció el 12 de noviembre de 1993 en la ciudad de Nueva York, a los 84 años de edad.

## Carrera
En 1926, tras completar sus estudios en la escuela de teatro de Kiev, debutó en el cine a las órdenes del director ucraniano Viktor Turin en su película Provokator, basada en el libro del también ucraniano Oles Dosvitnyi. Sten fue descubierta por el director de escena y pedagogo ruso Konstantín Stanislavski, que le organizó una audición en la Academia de Cine de Moscú. Actuó en obras de teatro y películas en Ucrania y Rusia, como su papel protagonista en la comedia de Boris Barnet The Girl with a Hatbox (1927). Junto a su segundo esposo, el director de cine ruso Fedor Ozep, viajaron a Alemania para participar en una película coproducida por estudios alemanes y soviéticos, The Yellow Ticket (1928). Una vez terminada la película, Sten y su marido decidieron no volver a la Unión Soviética.

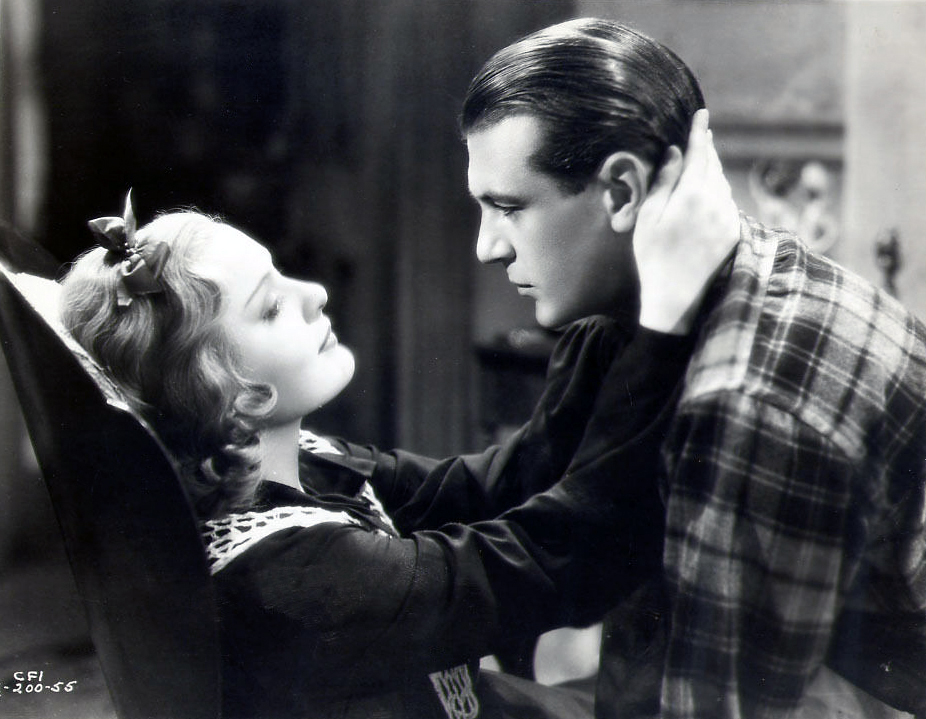
Fotografía publicitaria de Gary Cooper y Anna Sten para The Wedding Night (1935)

Con una transición sin complicaciones del cine mudo al cine sonoro, Sten protagonizó películas alemanas como Salto Mortale (1931) y The Murderer Dimitri Karamazov (1931) hasta que llamó la atención del magnate del cine estadounidense Samuel Goldwyn. Goldwyn buscaba una actriz nacida en el extranjero que pudiera erigirse en rival de Greta Garbo, y posible sucesora de Vilma Bánky, con la que Goldwyn tuvo un gran éxito en la era del cine mudo. Durante dos años posteriores a su llegada a Estados Unidos, Goldwyn hizo que su nueva estrella recibiera clases de inglés y aprendiera los métodos de actuación propios del cine de Hollywood. Goldwyn dedicó mucho tiempo y dinero a la primera película estadounidense de Sten, Nana (1934), una versión algo simplificada de la escandalosa novela de Émile Zola, pero la película no tuvo éxito en la taquilla, como tampoco lo tuvieron sus dos películas posteriores de Goldwyn, We Live Again (1934) y The Wedding Night (1935), esta última junto a Gary Cooper. Muy a su pesar, Goldwyn rescindió su contrato con su «nueva Garbo».
En los años 1940 Sten apareció en películas como The Man I Married (1940), So Ends Our Night (1941), Chetniks! The Fighting Guerrillas (1943), They Came to Blow Up America (1943), Three Russian Girls (1943) o Let's Live a Little (1948). Continuó actuando en películas en Estados Unidos e Inglaterra, pero ninguna de ellas tuvo éxito. Intentó reavivar su carrera estudiando en el Actors Studio, y apareció en varias series de televisión durante los años 1950, como The Red Skelton Show (1956), The Walter Winchell File (1957) y Adventures in Paradise (1959). Sten alcanzó cierto éxito con una nueva carrera como pintora, exponiendo en varias ocasiones en Nueva York. La mayoría de sus últimas apariciones en el cine fueron por favores a su marido; realizó un cameo en la película producida por Frenke Heaven Knows, Mr. Allison (1957) y en su última película, también producida por Frenke, protagonizó The Nun and the Sergeant (1962) junto a Robert Webber.

## Filmografía
| Año  | Título                            | Papel                         |
| ---- | --------------------------------- | ----------------------------- |
| 1926 | Predatel                          | Prostituta                    |
| 1926 | Miss Mend                         | Mecanógrafa                   |
| 1927 | The Girl with a Hatbox            | Natasha                       |
| 1928 | The Yellow Ticket                 | Maria                         |
| 1928 | My Son                            | Olga Surina                   |
| 1928 | The White Eagle                   | Esposa del gobernador         |
| 1928 | Yego kar'yera                     | Estudiante Lipa               |
| 1929 | Golden Beak                       | Varenka                       |
| 1930 | Bookkeeper Kremke                 | La hija de Kremke             |
| 1931 | The Murderer Dimitri Karamazov    | Gruschenka                    |
| 1931 | Salto Mortale                     | Marina                        |
| 1931 | Bombs on Monte Carlo              | Königin Yola I. von Pontenero |
| 1932 | Storms of Passion                 | Russen-Annya                  |
| 1934 | Nana (La dama del boulevard)      | Nana                          |
| 1934 | We Live Again                     | Katusha Maslova               |
| 1935 | The Wedding Night                 | Manya Novak                   |
| 1936 | A Woman Alone                     | Maria Krasnova                |
| 1939 | Exile Express                     | Nadine Nikolas                |
| 1940 | The Man I Married                 | Frieda Heinkel                |
| 1941 | So Ends Our Night                 | Lilo                          |
| 1943 | Chetniks! The Fighting Guerrillas | Lubitca Mihailovitch          |
| 1943 | They Came to Blow Up America      | Frau Reiter                   |
| 1943 | Three Russian Girls               | Natasha                       |
| 1948 | Let's Live a Little               | Michele Bennett               |
| 1955 | Soldier of Fortune                | Madame Dupree                 |
| 1956 | Runaway Daughters                 | Ruth Barton                   |
| 1962 | The Nun and the Sergeant          | Monja                         |

| Año  | Serie                    | Papel              | Episodio                                 |
| ---- | ------------------------ | ------------------ | ---------------------------------------- |
| 1956 | The Red Skelton Show     | Reina de Livonia   | «County Fair or Minister of Agriculture» |
| 1957 | The Walter Winchell File | Frieda             | «The Cupcake»                            |
| 1959 | Adventures in Paradise   | Antonia            | «The Bamboo Curtain»                     |
| 1964 | Arrest and Trial         | Mrs. Van de Heuven | «Modus Operandi»                         |